# Comté de Guise
Le comté de Guise est un fief héréditaire apparu au XIIIe siècle appartenant aux seigneurs de Guise, il se situe dans le nord de la France, dans la commune de Guise.
Il fut transformé en duché par François Ier en 1520 pour récompenser son possesseur Claude de Lorraine de sa conduite héroïque à la bataille de Marignan.